# Antonio Sancho de Benevento
Fray Antonio Sancho de Benevento (Benevento, Estados Pontificios - Alfahuir, Reino de Valencia, siglo XVI), fue un artista orfebre renacentista y monje del Monasterio de San Jerónimo de Cotalba, junto a Gandía (Valencia).

## Biografía y obra
Si bien el origen de Antonio Sancho de Benevento resultó en un principio enigmatico, sabemos por la Historia general de nuestro Real Monasterio de San Jerónimo de Gandía escrita por el Padre Francisco del Castillo en 1757, que era originario de Benevento, en Italia.
El 15 de agosto de 1544 ingresa como monje en el Monasterio de San Jerónimo de Cotalba profesando sus votos de pobreza, castidad y obediencia, a la vez que legaba al monasterio sus bienes, que se resumían en su caja de herramientas, junto con la petición de que, cuando falleciese, el monasterio celebrase misas por su alma por el mismo valor que tuviesen las herramientas de su cajón de argentería. El 13 de octubre de 1544 hizo testamento de sus bienes ante el notario Diego López.
Su obra más destacada fue la custodia del Monasterio de San Jerónimo de Cotalba acabada en el año 1548, considerada una de las mejores de España por los expertos. Tardó siete años en acabarla, alcanzando 1 metro de altura. Su calidad y su técnica resultó comparable a la de las custodias de la Catedral de Toledo o la Catedral de Santiago de Compostela, siendo uno de los mejores ejemplos de orfebrería del Renacimiento español. 
La custodia estaba firmada con una leyenda en latín: Antonius Sancho beneventanus hujus Monasterii sancti Hieronymi gandiensis monachus ibidem me inchoavit et perfecit anno 1548. (Antonio Sancho de Benevento, monje de este Monasterio gandiense de San Jerónimo, me empezó y en él concluyó en el año 1548). 
Después de la Desamortización española la custodia pasó a la Colegiata de Santa María de Gandía. Fue expuesta en la Exposición Internacional de Barcelona en 1929. Durante la guerra civil española desapareció.
Fray Antonio Sancho de Benevento realizó otras obras como relicarios, orfebrería e imágenes de la Virgen María y San Jerónimo, todas ellas desaparecidas hoy en día.